# Перегрузное
Перегрузное — село в Октябрьском районе Волгоградской области России, административный центр Перегрузненского сельского поселения. Основано в 1872 году
Население - 628 (2021)

## История
Село основано как хутор Перегрузный (Галдин) в результате выделения в 1872 году в отдельный хутор крестьян села Аксайского Черноярского уезда Астраханской губернии. Согласно всероссийской переписи 1897 года наличное население хутора Перегрузный Аксайской волости составило 638 человек, постоянное 637.
В 1897 году в Перегрузном открывается церковная мужская школа грамоты. В 1900 году в этом же здании открывается женская школа грамоты. Впоследствии эти школы объединились в одну смешанную (для детей обоего пола). В 1912 году Перегрузное впервые упоминается, как отдельное село. В 1913 году в селе Перегрузном было 138 дворов, проживало 523 мужчины и 437 женщин. К началу 1914 года село Перегрузное получает свой отдельный земельный надел в 19 341 десятину удобной и 20 071 десятину неудобной земли.
В 1910 году открывается Перегрузновское народное начальное училище.
В 1927 году создана коммуна «Красный восток». 1 февраля 1929 года был образован колхоз «12-й октябрь».

## Физико-географическая характеристика
Село расположено в степи в пределах западной покатости Ергенинской возвышенности, относящейся к Восточно-Европейской равнине, на левом берегу реки Россоши, в устье балки Перегрузной. Средняя высота над уровнем моря — 72 метра. В окрестностях - полезащитные лесополосы, распространены солонцы (автоморфные) и каштановые солонцеватые и солончаковые почвы.
По автомобильным дорогам расстояние до областного центра города Волгограда (до центра города) составляет 140 км, до районного центра посёлка Октябрьский - 31 км. 
Климат
Климат континентальный, засушливый, с жарким летом и относительно холодной и малоснежной зимой (согласно классификации климатов Кёппена - Dfa). Среднегодовая температура воздуха положительная и составляет + 8,7 °C. Средняя температура самого холодного января -6,6 °С, самого жаркого месяца июля +24,4 °С. Многолетняя норма осадков - 363 мм. В течение года количество осадков распределено относительно равномерно: наименьшее количество осадков выпадает в марте (23 мм), наибольшее количество - в июне (39 мм).
Часовой пояс
Перегрузное, как и вся Волгоградская область, находится в часовой зоне МСК (московское время). Смещение применяемого времени относительно UTC составляет +3:00.

## Население
Динамика численности населения по годам:
| 1897 | 1908 | 1914 | 2002 |
| ---- | ---- | ---- | ---- |
| 638  | 1088 | 1307 | 684  |

| 2010 | 2012 | 2013 | 2014 | 2015 | 2016 | 2017 |
| ---- | ---- | ---- | ---- | ---- | ---- | ---- |
| 674  | ↗676 | ↘674 | ↘667 | ↘653 | ↘639 | ↗645 |
| 2018 | 2019 | 2020 | 2021 |      |      |      |
| ↗647 | ↘634 | ↘630 | ↘628 |      |      |      |

## Археология
В кургане в Перегрузном нашли два погребения  среднесарматской (сусловской) культуры (I век нашей эры). В одном была похоронена знатная женщина, которой ритуально отсекли голову и ноги, в другом — знатный мужчина.